# Halldor Skard
Halldor Skard né le 11 avril 1973 à Oslo, est un spécialiste norvégien du combiné nordique.
Il est vice-champion du monde en 1995 et puis champion du monde en 1997, avant de devenir champion olympique à Nagano en 1998. Il a obtenu ces trois titres dans l'épreuve par équipe avec la Norvège. Entre-temps, il réalise son meilleur classement en coupe du monde en 1996 avec une cinquième place. Il se retire en 2001.

## Palmarès

### Jeux olympiques
| Épreuve / Édition | Nagano 1998 |
| Individuel        | abandon     |
| Par équipes       | Or          |

### Championnats du monde
| Épreuve / Édition | Thunder Bay 1995 | Trondheim 1997 |
| Par équipes       | Argent           | Or             |

### Coupe du monde
- Meilleur classement au général : 5e en 1996.
- 6 podiums :
  - 5 podiums individuels dont 1 victoire à Steamboat Springs en décembre 1996
  - 1 podium en épreuve collective

### Championnat de Norvège
| Saison / Épreuve | Classement |
| ---------------- | ---------- |
| 1993             | 6e         |
| 1994             | 8e         |
| 1995             | 4e         |
| 1996             | Bronze     |
| 1998             | 6e         |
| 1999             | 7e         |
| 2000             | Argent     |